# Doryphoribius smokiensis
Espèce
Doryphoribius smokiensis est une espèce de tardigrades de la famille des Isohypsibiidae.

## Distribution
Cette espèce est endémique du Tennessee aux États-Unis. Elle se rencontre dans le comté de Blount dans le parc national des Great Smoky Mountains.

## Description
L'holotype mesure 305,6 µm.

## Étymologie
Son nom d'espèce, composé de smoki et du suffixe latin -ensis, « qui vit dans, qui habite », lui a été donné en référence au lieu de sa découverte, le parc national des Great Smoky Mountains.

## Publication originale
- Bartels, Nelson, Kaczmarek & Michalczyk, 2007 : Doryphoribius smokiensis, a new species of Eutardigrada (Hypsibiidae) from the Great Smokey Mountains National Park, TN, USA (North America). Zootaxa, no 1646, p. 59-65.